# Adolf Clarenbach (Märtyrer)

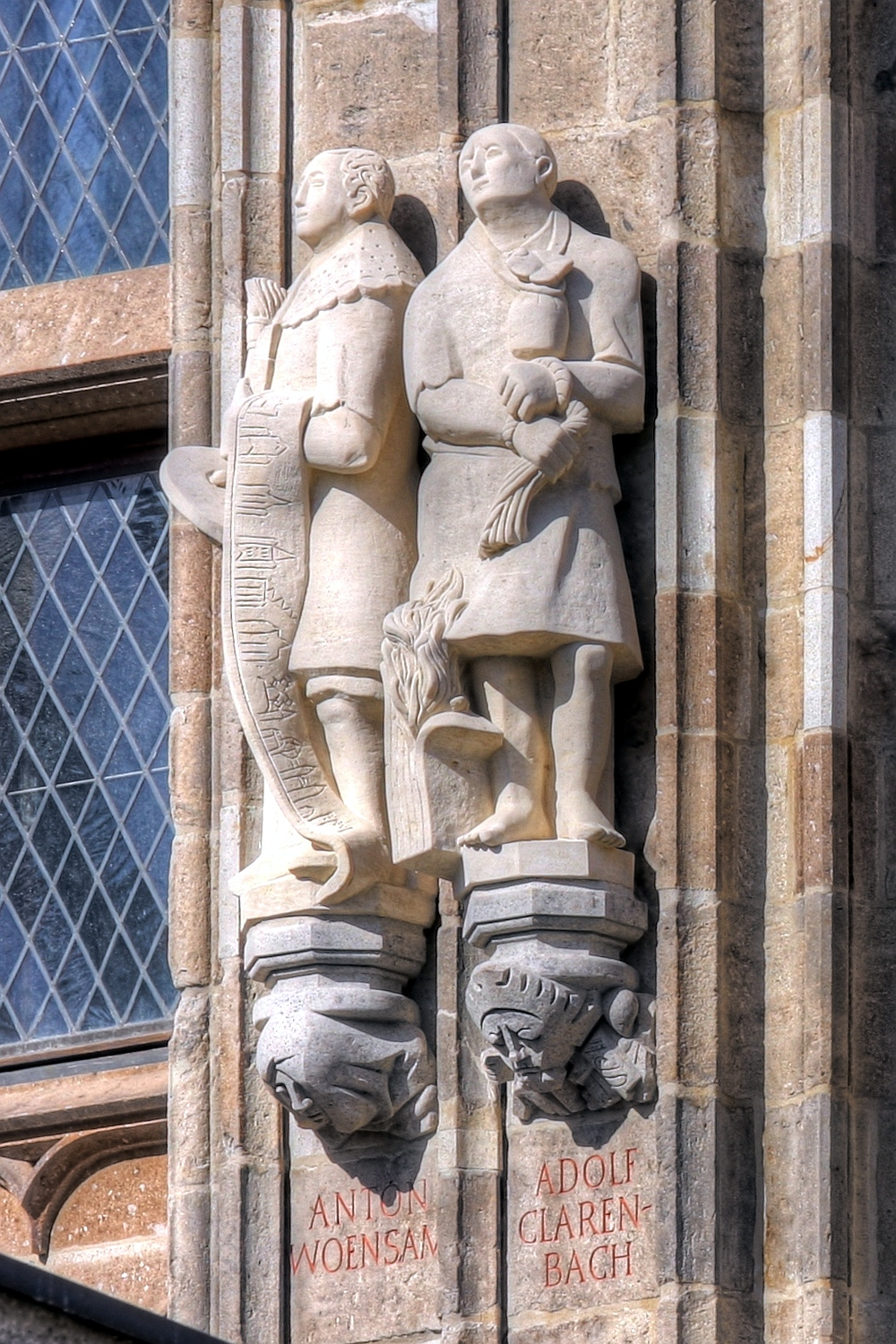
Statue Adolf Clarenbachs (rechts) am Rathausturm Köln

Adolf Clarenbach (auch Klarenbach; * um 1497 in Buscher Hof bei Lüttringhausen; † 28. September 1529 in Köln) starb als einer der ersten evangelischen Märtyrer am Niederrhein aufgrund seines Wirkens als evangelischer Reformator.

## Leben und Wirken

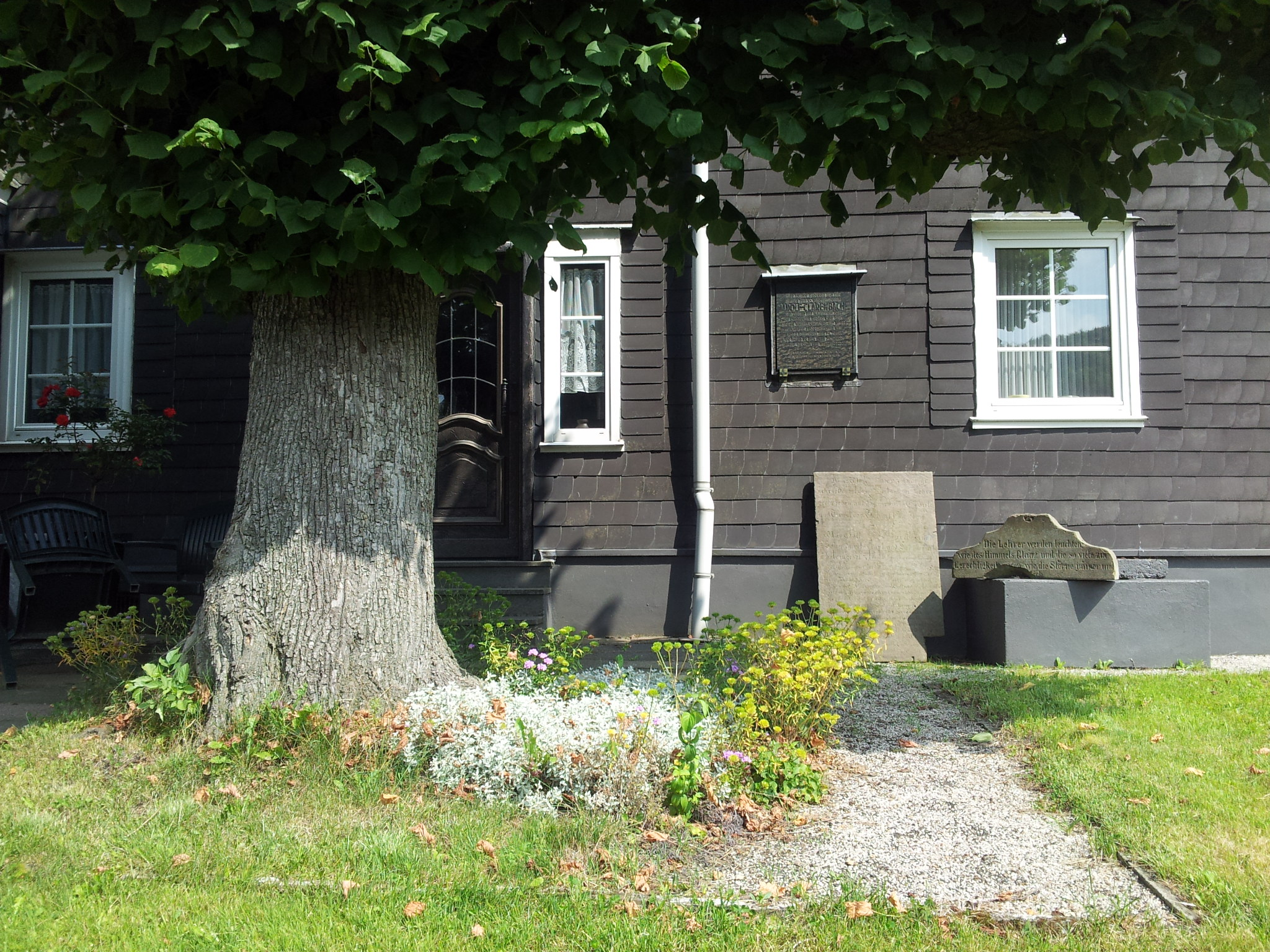
Eine Gedenktafel auf dem Buscherhof erinnert an den Geburtsort Adolf Clarenbachs

Adolf Clarenbach wurde kurz vor dem Ende des 15. Jahrhunderts auf dem „Buscherhof“, einer politisch damals zu Lennep und kirchlich zu Lüttringhausen gehörenden Hofschaft, geboren. Das genaue Geburtsdatum ist nicht bekannt. An seinem Geburtshaus erinnert eine Gedenktafel an den „Bergischen Reformator“. Clarenbach, der im August 1514 ein Studium an der Universität Köln aufnahm und im Juni 1515 zum Baccalarius promoviert wurde, versuchte seit 1523  als Lehrer in Münster, dann in Wesel reformatorische Grundsätze  zu verbreiten und wurde deshalb vom Fürsten von Kleve seines Amtes entsetzt. 1525 begab er sich nach Osnabrück und wurde auch von hier, ebenso wie später aus Lüttringhausen, Büderich und Elberfeld wegen seines offenen Bekenntnisses für die Lehre Luthers vertrieben.
Als er seinen Freund und Glaubensgenossen Johann Klopreis nach Köln vor das geistliche Gericht begleitete, wurde Clarenbach am 3. April 1528 selber gefangengesetzt. Während Klopreis die Flucht gelang, wurde Clarenbach nach anderthalbjähriger Gefangenschaft zusammen mit einem anderen Glaubensgenossen, dem „Gotteslästerer“ Peter Fliesteden, am 28. September 1529 verbrannt. Die Hinrichtungsstätte befand sich am Melatenhof südlich des heutigen Melaten-Friedhofs im Bereich der Straßenkreuzung Clarenbachstraße/Lortzingstraße.

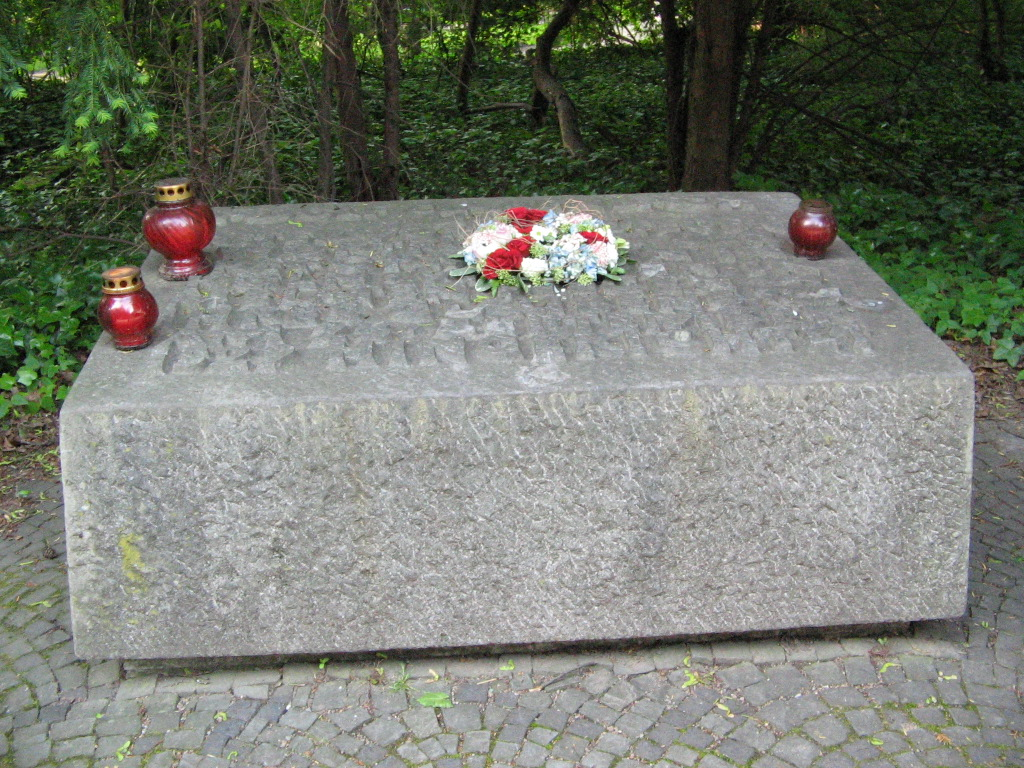
Gedenkstein für Adolf Clarenbach und Peter Fliesteden

Petrus Medmann, ein Augenzeuge, schreibt in einer Randnotiz in einem seiner Bücher über Adolf Clarenbach:

„Nach zweijähriger Haft hätte er der grausamen Gefangenschaft entgehen können, wenn er nur hätte zugeben wollen, dass die Laien keinen Anspruch auf die eine Hälfte des Sakraments haben. Zweimal hörte ich ihn mit den sogenannten Theologen disputieren: mit vorzüglichem Gedächtnis und durchaus treffend bewies er alle seine Lehren aus den heiligen Schriften; und von den Kirchenvätern zitierte er besonders Augustin.“

Axel Bluhm gibt Clarenbachs letzte Aussagen wieder:

„Und wenn ihr mich schon getötet habt, so werdet ihr dennoch euren Willen nicht haben, ich aber werde das ewige Leben haben. So erschreckt mich also auch dieser Tod nicht, denn ich weiß, dass Christus Tod, Teufel und Hölle überwunden hat.“

Diese Worte habe er dem Gerichtsherrn zugerufen, ehe er in die als Scheiterhaufen dienende Strohhütte geführt wurde.

## Gedenken
300 Jahre nach seinem Tod wurde in seinem Geburtsort Lüttringhausen an der heutigen Lüttringhauser Straße das Adolf-Clarenbach-Denkmal errichtet. Es trägt die Inschrift „Adolf Clarenbach dem Zeugen der Wahrheit, das bergische Land den 28.Septbr.1829“ auf der der Straße zugewandten Seite, „geboren zu Buscherhof verbrannt zu Köln 28.9.1529“ auf der dem Buscherhof zugewandten Seite, sowie Bibelzitate aus Offb 7,13–14 , Joh 11,25 , Mk 8,35  und Hebr 13,7–8 .
Auch sein Geburtshaus in der Hofschaft Buscherhof ist 800 Meter westlich des Denkmals erhalten.

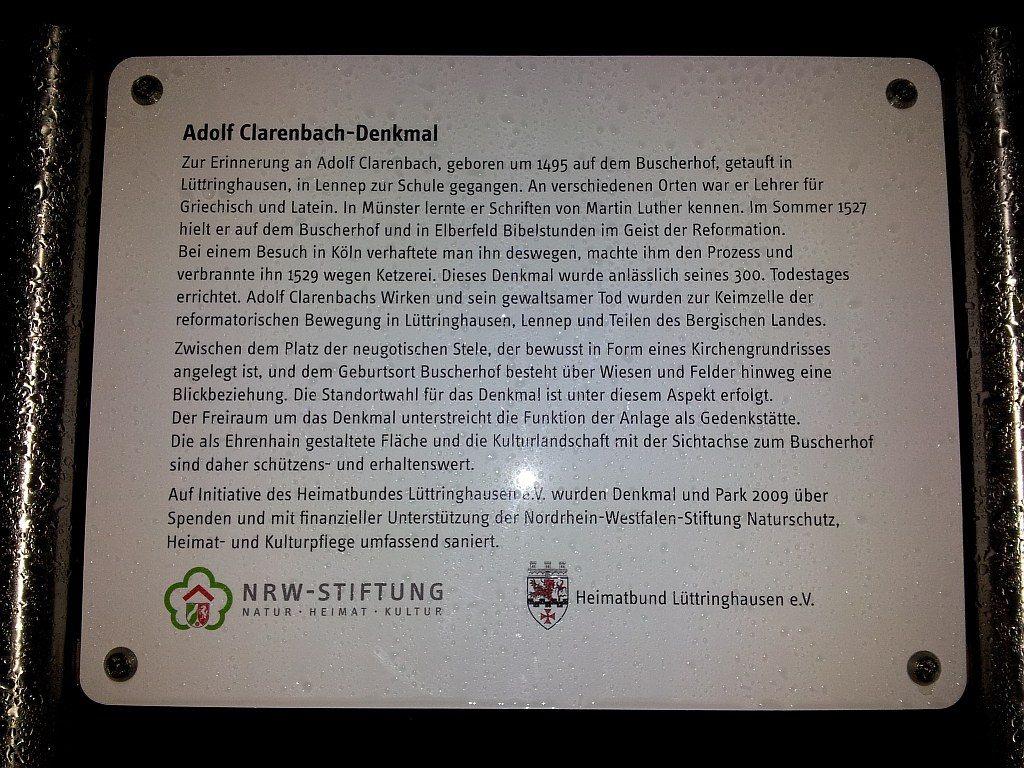
Gedenktafel am Adolf-Clarenbach-Denkmal

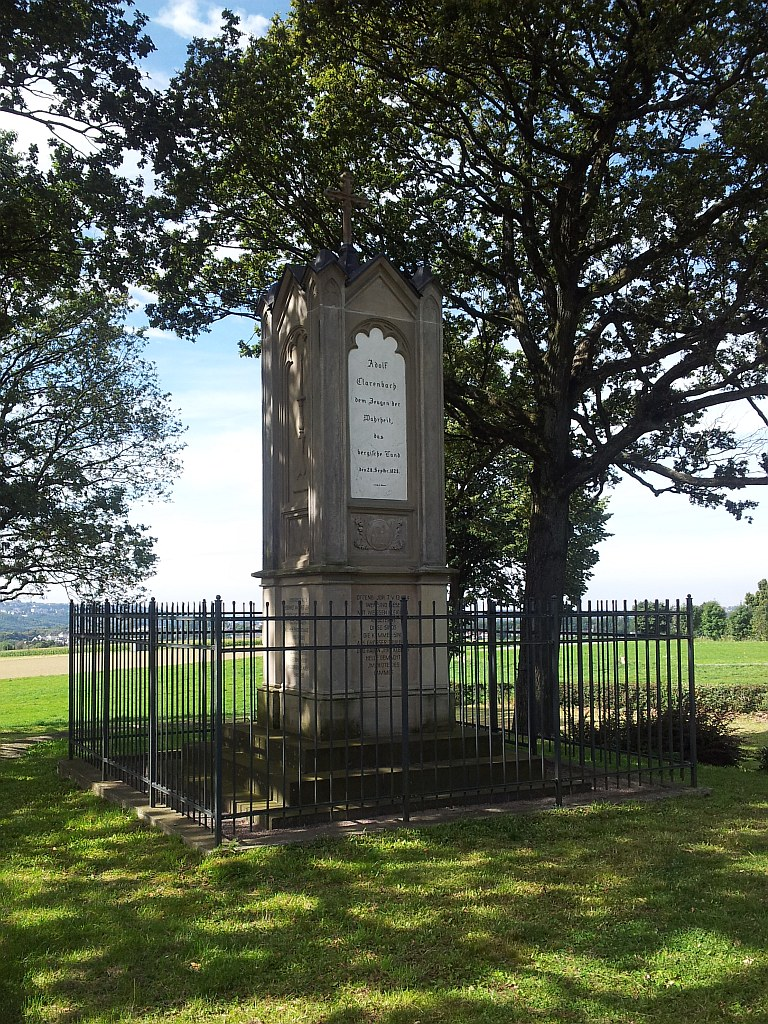
Adolf-Clarenbach-Denkmal in Lüttringhausen

Bei der Grundsteinlegung am 28. September 1829 sollen, wie berichtet wird, 12.000 Menschen zugegen gewesen sein. Seit 2002 wird dort im Sommer ein vom Heimatbund Lüttringhausen organisierter „Musikalischer Sommerabend“ veranstaltet, dessen Einkünfte zur Renovierung des Denkmals dienen. Ebenfalls ihm zu Ehren wurde 1829 ein Kronleuchter gestiftet, der noch heute die evangelische Stadtkirche Remscheid-Lüttringhausen ziert.
Das Alten- und Pflegeheim („Haus Clarenbach“), eine Grundschule („GGS Adolf Clarenbach“) sowie die Adolf-Clarenbach-Straße im historischen Dorfkern von Lüttringhausen sind nach dem bergischen Reformator benannt.
In der Nachbarstadt Solingen trägt eine Straße seinen Namen. In Berlin erinnern die Klarenbachstraße im Moabiter Reformatorenviertel sowie der Glockenturm der Gnade-Christi-Kirche im Ortsteil Borsigwalde an Adolf Clarenbach.
Auf dem Melaten-Friedhof in Köln befindet sich ein Gedenkstein zum Andenken an Adolf Clarenbach und Peter Fliesteden. Clarenbach wurde bei der Neuausstattung des Rathausturms mit Ratsturmfiguren berücksichtigt. 1945, nach dem Ende des Zweiten Weltkrieges, wurde in Köln das Clarenbachwerk gegründet, welches sich vorwiegend um die Pflege und Betreuung älterer Menschen kümmert. Seit 1950 gibt es in Köln eine Clarenbach-Kirchengemeinde, deren Kirche im Stadtteil Braunsfeld Ende 1951 eingeweiht wurde. In Köln gibt es neben der Clarenbachstraße auch den nach ihm benannten Clarenbachkanal.
In Bonn gibt es das nach ihm benannte Konvikt, das Adolf-Clarenbach-Haus. In Düsseldorf gibt es die Klarenbachkirche; bis Ende 2019 gehörte sie zur Evangelischen Klarenbach-Kirchengemeinde Düsseldorf, in der es zudem das Klarenbachhaus gab. In Hösel gibt es eine Adolf-Clarenbach-Kirche, in Remscheid eine Clarenbach-Kirchengemeinde und eine Adolf-Clarenbach-Schule. Weitere Adolf-Clarenbach-Schulen gibt es in Heiligenhaus und in Neuss.
Der Gedenktag Adolf Clarenbachs im Evangelischen Namenkalender ist der 28. September.